# Бойцов, Игорь Михайлович

Аннотационная табличка при въезде в переулок Бойцова

И́горь Миха́йлович Бойцо́в (19 декабря 1912, Кинешма — 16 января 1944) — советский офицер-артиллерист, участник Великой Отечественной войны, на момент совершения подвига в январе 1944 года — командир батареи 96-го гвардейского артиллерийского полка 45-й гвардейской стрелковой дивизии 42-й армии Ленинградского фронта. Герой Советского Союза (13.02.1944, посмертно). Гвардии старший лейтенант.

## Биография
Родился в Кинешме. Отец его был приказчиком в магазине (после окончания НЭПа в 1928 году сослан на Урал и умер в ссылке через 5 лет). Окончил 7 классов восьмилетней школы в Кинешме в 1928 году, но в этом году был исключен из школы как сын репрессированного. Работал учеником слесаря, в 1930—1935 годах работал слесарем на Кинешемском лесокомбинате «Заветы Ильича».
25 марта 1935 года был призван в Красную Армию Кинешемским райвоенкоматом на срочную службу. Служил в 101-м строительном батальоне Ленинградского военного округа. В 1937 году остался на сверхсрочную службу, направлен в 221-й артиллерийский полк 70-й стрелковой дивизии, где служил помощником командира взвода, начальником квартирно-эксплуатационной части, старшиной. Участвовал в советско-финской войне 1939—1940 годов.
На фронте с начала Великой Отечественной войны в звании сержанта. В декабре 1941 года окончил курсы младших лейтенантов 55-й армии, назначен командиром взвода управления артиллерийской батареи в 43-й стрелковой дивизии на Ленинградском фронте. В феврале 1942 года был тяжело ранен и контужен. В том же году вступил в ВКП(б).
С мая 1942 года воевал в 227-м артиллерийском полку (в октябре 1942 года полк получил гвардейское звание и стал именоваться 96-м гвардейским артиллерийским полком) 45-й гвардейской стрелковой дивизии (42-я армия, Ленинградский фронт) заместителем командира батареи. В феврале 1943 года стал командиром батареи. Участник битвы за Ленинград. Полк, в котором он служил, защищал подступы к Ленинграду в районе Пулково.
Совершил выдающийся подвиг в ходе Ленинградско-Новгородской наступательной операции. Утром 15 января 1944 года дивизия перешла в наступление. В этот день батарея под командованием Бойцова подавила огнём 8 пулемётных точек противника. При взятии Рехколово наша пехота, не овладев полностью деревней, залегла. Гитлеровцы усилили огонь. Видя создавшееся критическое положение, Бойцов с группой разведчиков и радистом вырвался вперед и передавал на огневую позицию батареи точные данные для стрельбы. А когда отважный командир вместе со своей группой оказался в кольце окружения, то вызвал огонь на себя.
Указом Президиума Верховного Совета СССР «О присвоении звания Героя Советского Союза офицерскому, сержантскому и рядовому составу Красной Армии» от 13 февраля 1944 года за «образцовое выполнение боевых заданий командования на фронте борьбы с немецкими захватчиками и проявленные при этом отвагу и геройство» удостоен посмертно звания Героя Советского Союза.
Память
Упоминается в «Книгах памяти» Ивановской области и по Кинешемскому, и по Вичугскому району.

## Награды
- Герой Советского Союза (13.02.1944, посмертно)
- Орден Ленина (13.02.1944, посмертно)
- Орден Отечественной войны 2-й степени (29.01.1944)
- Орден Красной Звезды (2.08.1943)
- Медаль «За оборону Ленинграда» (вручена в 1943 году)

## Память
- 15 декабря 1952 года Малков переулок в Санкт-Петербурге переименован в честь Героя Советского Союза старшего лейтенанта Игоря Михайловича Бойцова. Там же установлена мемориальная доска.
- В родном городе Кинешме в 1987 году улица Рыбинская была переименована в улицу Бойцова.
- Покоится в братской могиле гвардейцев, погибших в 1944 году при снятии блокады Ленинграда на воинском кладбище «Высота Меридиан» (в парке Пулковской обсерватории). На месте временных надгробий в конце 1940-х годов была установлена стела. На центральном мемориале захоронения надпись: «Вечная память героям-гвардейцам, павшим в боях за город Ленина. Январь, 1944 год».